# Oberführer

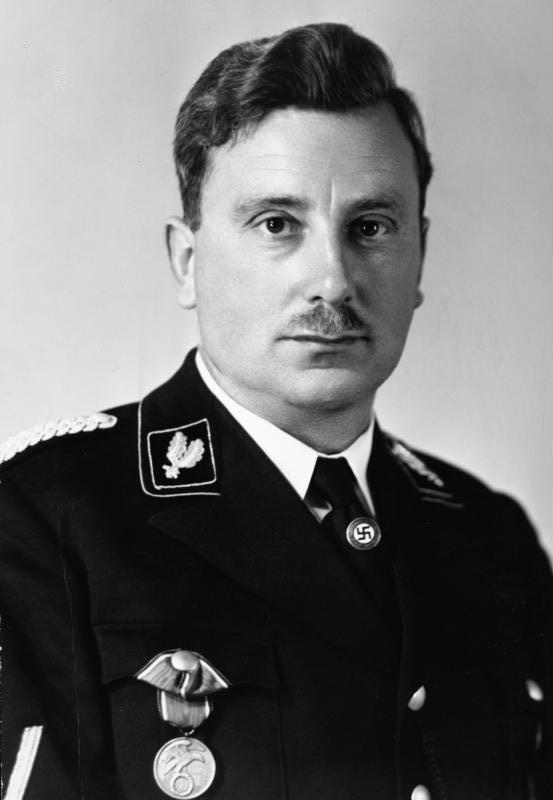
Oberführer Emil Maurice (1897–1972). På höger bröstficka bär Maurice Blodsorden.

SS-Oberführer var en grad inom Nazitysklands paramilitära organisation SS; den hade ingen motsvarande grad inom den tyska armén utan befann sig rangmässigt mellan överste och generalmajor. Idag motsvaras SS-Oberführer av brigadgeneral.

## Oberführer i urval
- Viktor Brack
- Oskar Dirlewanger
- Fritz Karl Engel
- Werner Fromm
- Ferdinand Heske
- Emil Maurice
- Kajetan Mühlmann
- Hans Nockemann
- Rudolf Siegert
- Arpad Wigand
- Ernst Woermann
- Julian Scherner

## Gradbeteckningar för Oberführer i Waffen-SS

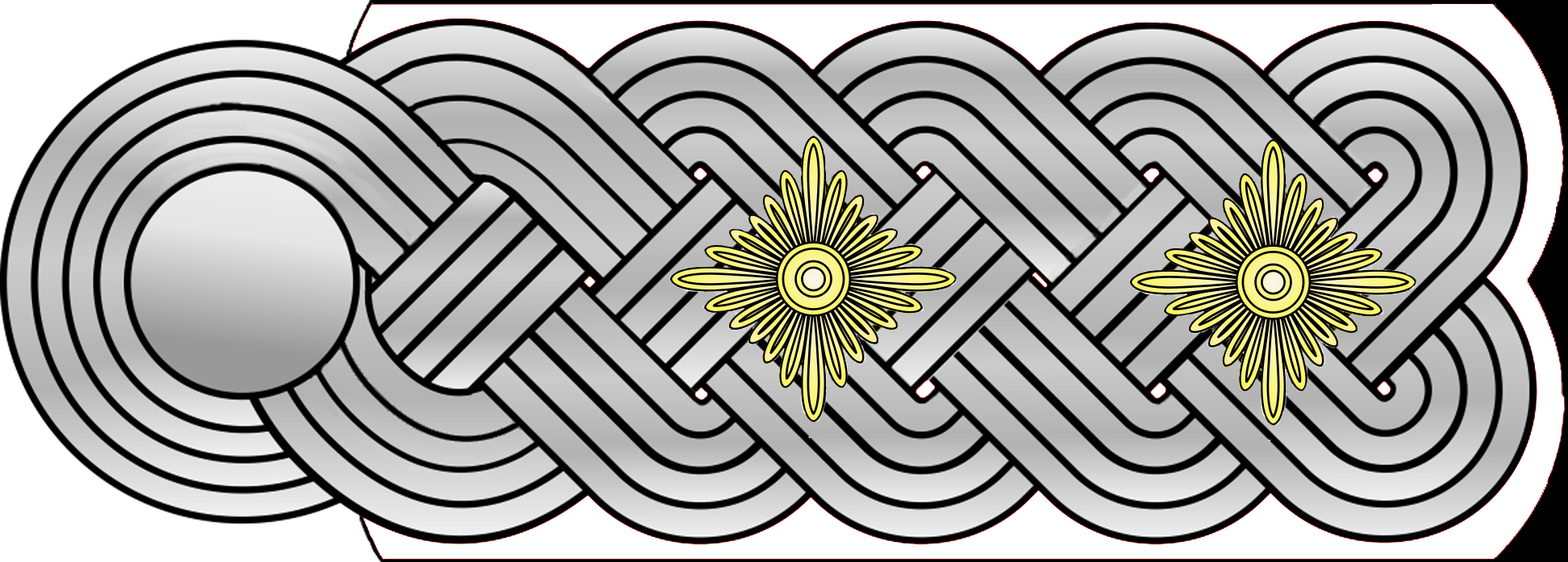
Axelklaff
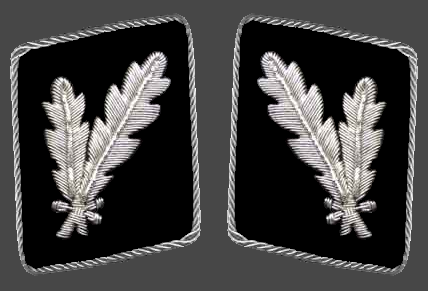
Kragspeglar
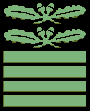
Kamouflage